# Kirgizisztán az 1998. évi téli olimpiai játékokon
Kirgizisztán a japán Naganóban megrendezett 1998. évi téli olimpiai játékok egyik részt vevő nemzete volt. Az országot az olimpián 1 sportágban 1 sportoló képviselte, aki érmet nem szerzett.

## Biatlon
Férfi
| Versenyző             | Versenyszám  | Lövőhiba    | Időeredmény | Helyezés |
| --------------------- | ------------ | ----------- | ----------- | -------- |
| Alekszandr Tropnyikov | 10 km sprint | 4 (3+1)     | 31:55,8     | 65.      |
| Alekszandr Tropnyikov | 20 km egyéni | 2 (0+1+1+0) | 1:01:17,7   | 36.      |